# Xian H-6
Xian H-6, förkortat H-6, är ett kinesiskt bombflygplan och tillika den kinesiska versionen av den sovjetiska Tupolev Tu-16.

## Historia
I slutet av 1950-talet köpte Kina några Tu-16 från Sovjet. Senare började detta flygplan produceras i Kina som Xian H-6. Den första H-6:an gjorde sin första flygning under 1959.

## Konstruktion
Xian H-6 har en längd på 34,8 meter, höjd på 10,36 meter, spännvidd på 33 meter och en vinguta på 165 m2.

## Beväpning
Xian H-6 kan bära upp till 9 000 kg vapenlast, inklusive olika luft-till-mark-robotar, sjömålsrobotar eller ostyrda bomber. H-6:an kan bära kärnvapen. Några av varianterna kan också bära kryssningsrobotar.

## Operatörer
De flesta H-6:orna ingår i Kinas flygvapen, men vissa ingår också i deras flotta. Tidigare operatörer är Egypten och Irak.

## Varianter
- H-6
- H-6A
- H-6B
- H-6C
- H-6D
- H-6E
- H-6F
- H-6G
- H-6H
- H-6M
- H-6N
- H-6K
- HD-6
- HY-6
- B-6D

## Bilder

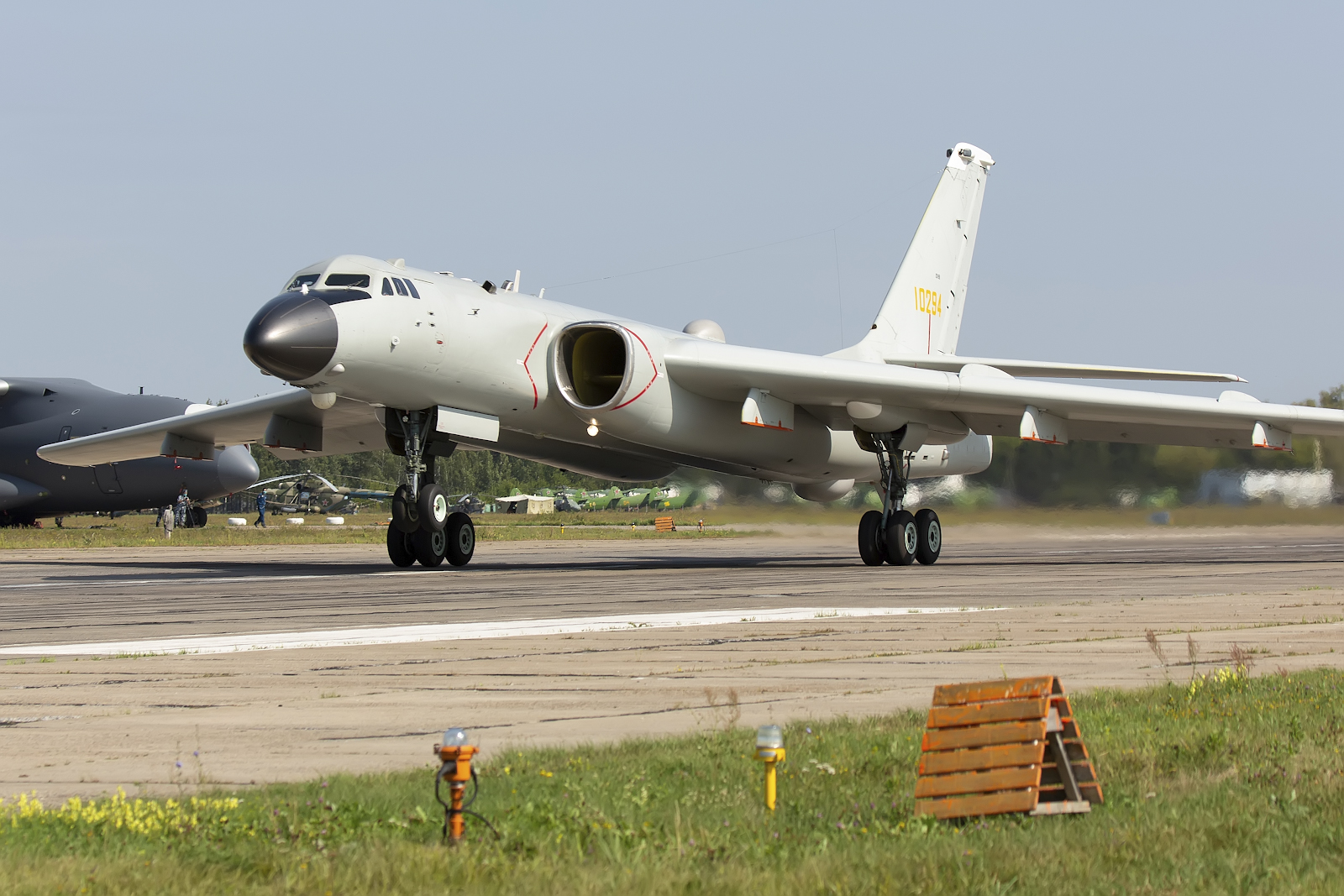
H-6K
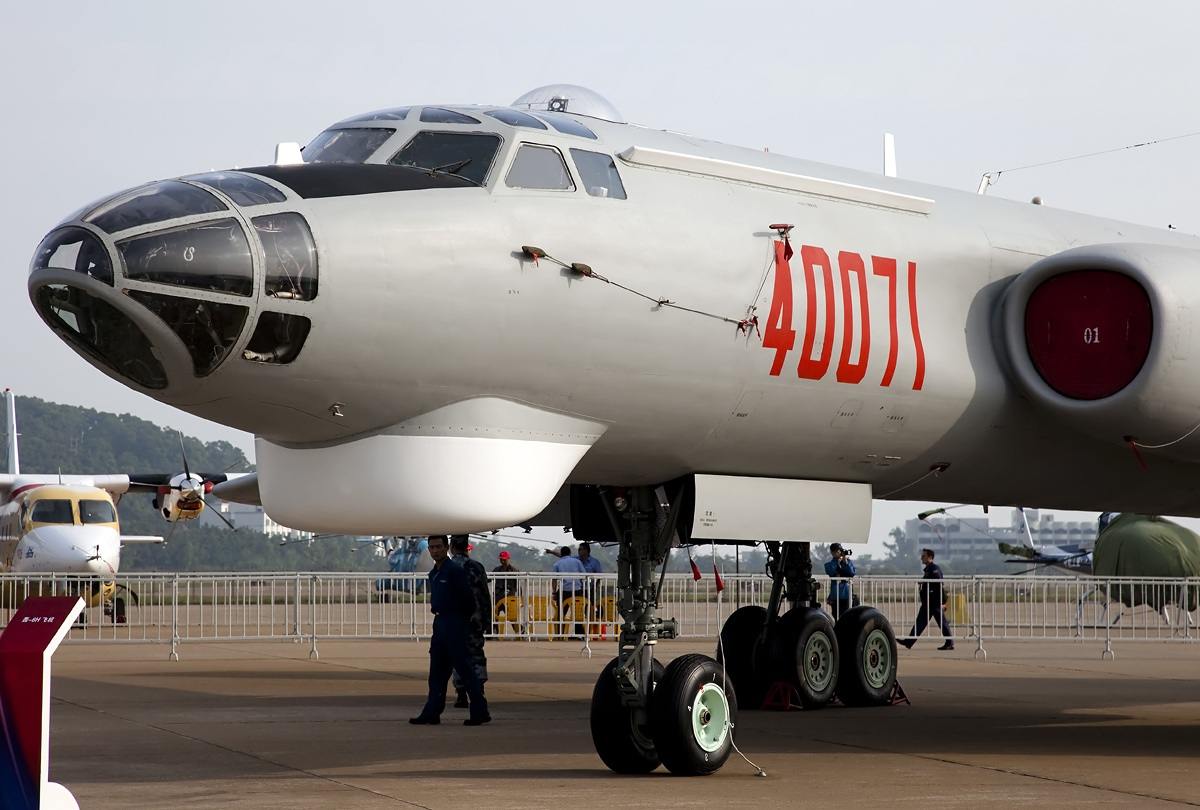
H-6H
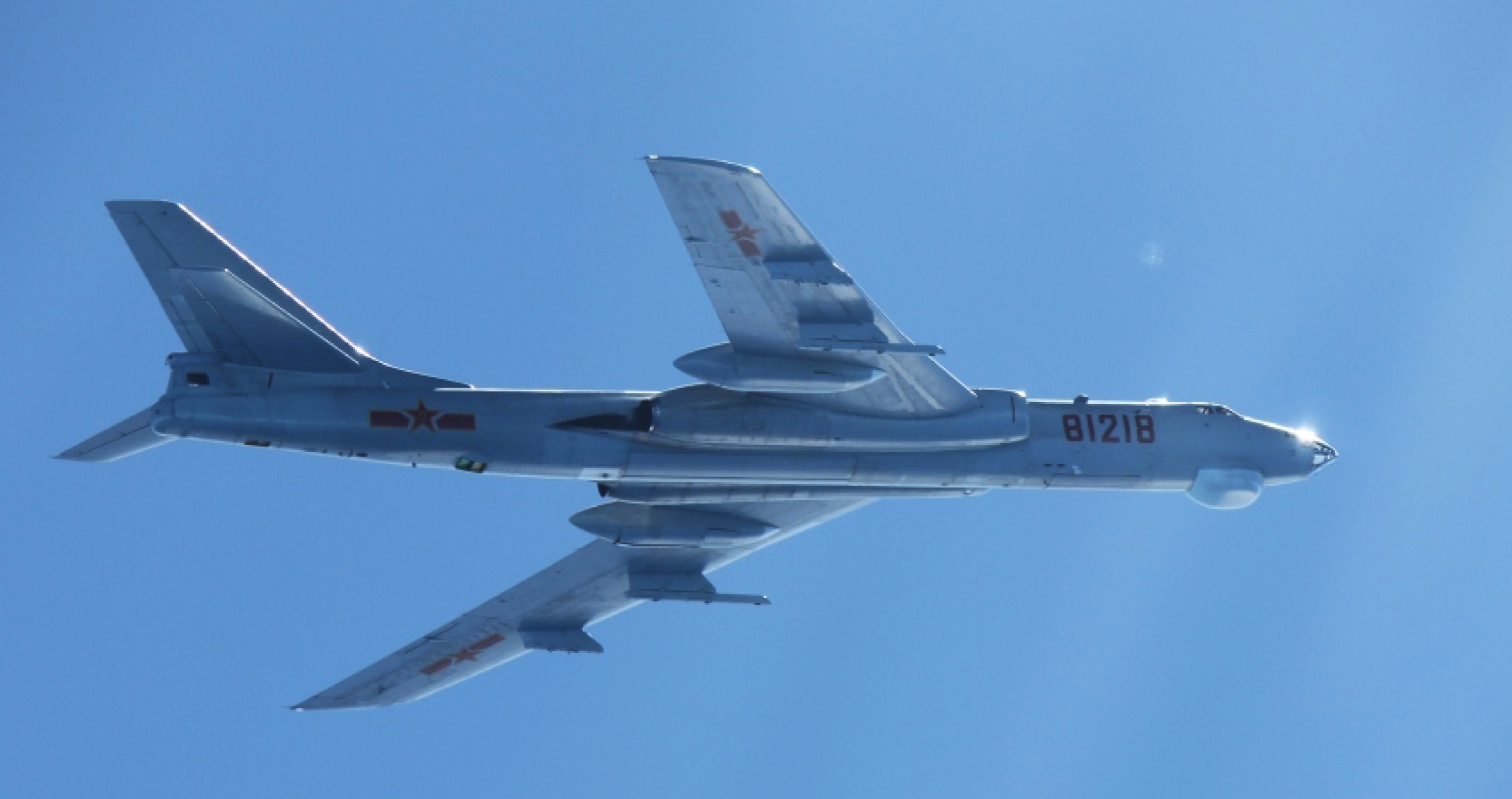
H-6M
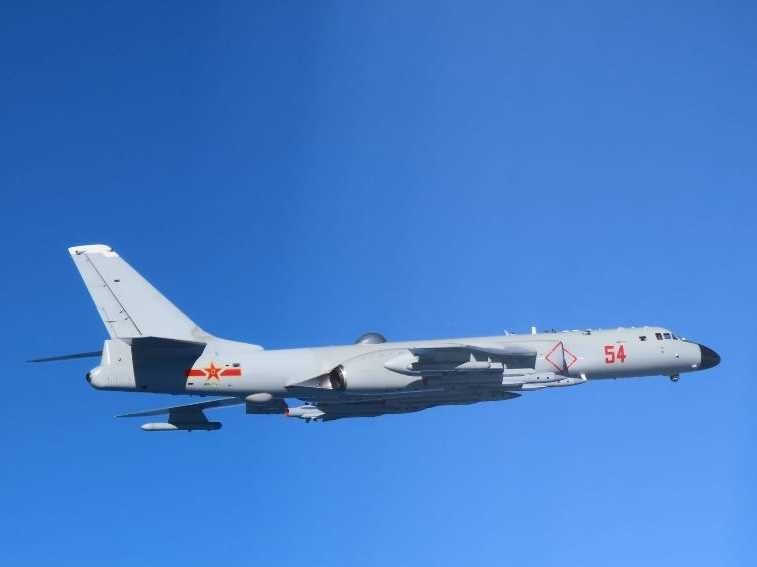
H-6J
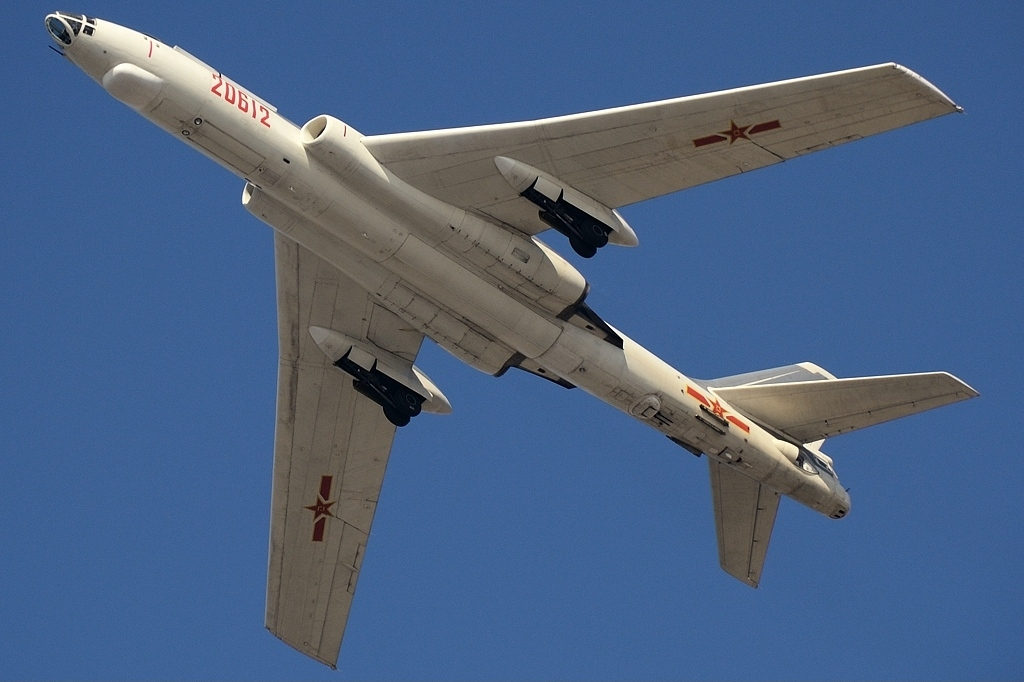
H-6A